# 핑귀땃쥐
핑귀땃쥐(Crocidura fingui)는 땃쥐과에 속하는 포유류의 일종이다. 상투메 프린시페의 상투메 섬의 토착종이다. 몸길이는 최대 10cm이다.